# Sadie en Neco
Sadie en Neco is een hoorspel naar het gelijknamige toneelstuk van Max B. Richards, gepubliceerd in Can't you hear me talking to you? Eight short plays about lovers and others (St. Lucia [Australia], University of Queensland Press, 1978). In een vertaling van Coos Mulder werd het uitgezonden in het programma Theater van de KRO op dinsdag 16 maart 1976, van 21:45 uur tot 22:20 uur. De regisseur was Léon Povel.

## Rolbezetting
- Peter Aryans
- Sacha Bulthuis
- Frans Kokshoorn
- Eric Schuttelaar

## Inhoud
Neco beent schapen uit op een vleesfabriek in Nieuw-Zeeland. Twee jaar geleden heeft hij Sadie uit de goot opgeraapt en huist met haar in een krot zonder ramen. Het zijn beiden primitieve mensen. Hij gaat er telkens tussenuit, maar verbiedt haar elke omgang. Zij mocht eens de straat opgaan en aanpappen met anderen. Zij is zijn lijfeigene en heeft niets te willen. Met zijn enige bezit wil hij weleens pronken bij vrienden, die helemaal niets bezitten. Hij dwingt haar mee te gaan, hoewel ze doodziek is. Zij zakt in elkaar en zijn vernedering is compleet. Zijn wraak zal primitief doch zoet zijn…